# 石飛香織
石飛 香織（いしとび かおり、1983年7月30日 - ）は、日本のフリーアナウンサー、政治家。立川市議会議員（1期）。

## 来歴
福岡県に生まれ、大分県で育つ。
2006年に拓殖大学を卒業。学部は外国語学部英米語学科だった。
2007年、NHK長野放送局でアナウンサーとなる。2008年に宮崎放送のアナウンサーに転じる。
2010年にエフエム佐賀に移り、県政記者クラブに所属した。
2011年にテレビ大分に入社、県庁広報番組でメインキャスターを務める。テレビ大分には2012年まで在籍した。
2016年には群馬県安中市の「観光大使」に選任された。
2016年からyoutubeで「香織の東京ブログ」、「石飛香織の品川チャンネル」を放送している。
2017年に希望の塾1期生となる。同年の第48回衆議院議員総選挙に希望の党公認で比例東京ブロックに立候補（名簿順位27位）したが落選した。
2021年5月、2021年東京都議会議員選挙に都民ファーストの会の公認候補（立川市選挙区）に内定。
2021年6月、2021年東京都議会議員選挙に連合東京が支援を表明。
2021年7月、2021年東京都議会議員選挙に立候補したが14,619票、3位（定数2）で落選。
2022年6月、立川市議会議員選挙に立候補、定数28に対し立候補者36名中7位で当選。